# ヤン＝カルロ・シミッチ
ヤン＝カルロ・シミッチ（Jan-Carlo Simić, Јан-Карло Симић, 2005年5月2日 - ）は、ドイツのニュルティンゲン出身、セルビア系ボスニア人の父とセルビア人の母を持つサッカー選手。RSCアンデルレヒト所属。ポジションはDF。

## クラブ経歴
シミッチはSVヘグナッハでユースのキャリアをスタートさせ、2016年にシュトゥットガルト・キッカーズ、2018年に地元ライバルのVfBシュトゥットガルトに移籍した。
2022年、シミッチはイタリアのクラブACミランと100万ユーロの移籍金で契約し、U-19プリマヴェーラチームに加わった。
2023-24シーズン中、彼はトップチームで注目され始め、レアル・マドリードやユヴェントスFCとの試合を含むいくつかの夏の親善試合に出場した。2023年12月9日、トップチーム招集入りを果たし、同年12月17日、セリエA第16節ACモンツァ戦ホームにて前半24分、負傷したトンマーゾ・ポベガと交代して途中出場、トップチームデビューを果たすと、わずか17分後の前半41分、ラファエル・レオンの折り返しを押し込んでプロ初ゴールを決めた。
2024年7月23日、シミッチはベルギー・プロ・リーグのアンデルレヒトに完全移籍で加入した。  移籍金は約300万ユーロと報じられ、ACミランに有利な20％のセルオン条項が含まれている。  彼はベルギーのクラブと5年契約を結んだ。

## 代表経歴
シミッチはドイツ生まれであるものの、セルビア代表を選択。2022年からユース世代のセルビア代表で活躍。
2024年9月5日、ネーションズリーグのスペイン代表戦でA代表初出場。